# Crimes dans l'extase
Pour plus de détails, voir Fiche technique et Distribution.
Crimes dans l'extase (Sie tötete in Ekstase) est un film germano-espagnol réalisé par Jesús Franco, sorti en 1971.

## Fiche technique
- Titre original : Sie tötete in Ekstase
- Titre français : Crimes dans l'extase
- Réalisation : Jesús Franco
- Scénario : Jesús Franco
- Pays d'origine :  Allemagne de l'Ouest |  Espagne
- Format : Couleurs - 1,66:1 - Mono
- Genre : Film d'horreur
- Date de sortie : 1971

## Distribution
- Soledad Miranda (doublée par Martine Sarcey): Mrs. Johnson
- Fred Williams : Dr. Johnson
- Paul Muller : Dr. Franklin Houston
- Howard Vernon :  Jonathan Walker
- Ewa Strömberg : Dr. Crawford
- Horst Tappert : Inspecteur